# Сем Спевак
Спевак Семюел (англ. Samuel Spewack; 16 вересня 1899, Бахмут — 14 жовтня 1971, Нью-Йорк, США) — американський письменник, журналіст, драматург і сценарист українського єврейського походження.

## Життєпис
Народився 16 вересня 1899 в сім'ї Іоеля Спевака та Сіми Зелавецької.
У 1903 емігрував до США.
У 1919 закінчив Колумбійський університет.
У 1918—1926 — кореспондент газети «Нью-Йорк ворлд» у Москві та Берлині, у 1941 — журналу «Лук» та «Нью-Йорк івнінг пост» у Лондоні.
У 1942 — голова к/ст воєн. інформації, у 1943 — прес-атташе посольства США у Москві, у 1944 — керівник російського відділу зарубіжного представництва Департамента військової інформації.
У 1922 одружився з Белла Коэн, з 1931 вони разом були сценаристами у Голлівуді, а також на кіностудіях Columbia Pictures, Metro-Goldwyn-Mayer та Warner Bros.
У 1965 співпрацював з Френком Лоссером по музичній екранізації п'єси "Спевак".
Автор роману «Ділові люди» (1948), п'ес, у тому числі «Дві сліпі миші» (1959), а також п'єс (разом з Беллою Спевак): «Одинак» (1926). «Поппа», «Пісня війни» (обидві — 1928), «Всі лініі вільні» (1932), «Весняна пісня» (1934), «Юнак зустрічає дівчини» (1935), «Жінка кусає собаку» (1945), «Мої три ангели» (1953), «Фестиваль» (1955). Автор сценарію й режисер документального фільму для ВВС США «Це Росія».

## Премії
- Премія "Тоні" як кращому автору (1949).